# Episodi di You're the Worst (prima stagione)
La prima stagione della serie televisiva You're the Worst è stata trasmessa in prima visione negli Stati Uniti d'America su FX dal 17 luglio al 18 settembre 2014.
In Italia la stagione è inedita.
| n° | Titolo originale                              | Titolo italiano | Prima TV USA      | Prima TV Italia |
| -- | --------------------------------------------- | --------------- | ----------------- | --------------- |
| 1  | Pilot                                         |                 | 17 luglio 2014    |                 |
| 2  | Insouciance                                   |                 | 24 luglio 2014    |                 |
| 3  | Keys Open Doors                               |                 | 31 luglio 2014    |                 |
| 4  | What Normal People Do                         |                 | 7 agosto 2014     |                 |
| 5  | Sunday Funday                                 |                 | 14 agosto 2014    |                 |
| 6  | PTSD                                          |                 | 21 agosto 2014    |                 |
| 7  | Equally Dead Inside                           |                 | 28 agosto 2014    |                 |
| 8  | Finish Your Milk                              |                 | 4 settembre 2014  |                 |
| 9  | Constant Horror and Bone-Deep Dissatisfaction |                 | 11 settembre 2014 |                 |
| 10 | Fists and Feet and Stuff                      |                 | 18 settembre 2014 |                 |